# Adam Herzog
Adam Herzog-Weber (* 12. Mai 1829 in Beromünster; † 2. August 1895 ebenda; heimatberechtigt ebenda) war ein Schweizer Richter und Politiker (Katholisch-Konservativen).

## Leben
Herzog besuchte Gymnasien in Beromünster, Luzern, Schwyz und Einsiedeln. Danach absolvierte er in München ein Studium der Rechtswissenschaften. Von 1852 bis 1871 war er als Advokat in Beromünster tätig und von 1863 bis 1870 Inhaber eines Geschäftsbüros. Danach, ab 1872 bis 1895, widmete er sich dem Amt als Oberrichter. Zudem sass er von 1877 bis 1887 im Verwaltungsrat der Dampfschiff-Gesellschaft des Vierwaldstättersees und der Luzerner Kantonalbank. 
Von 1871 bis 1895 sass Herzog für die Katholisch-Konservativen im Luzerner Kantonsrat. Bei den Schweizer Parlamentswahlen wurde er am 19. Dezember 1869, im 3. Wahlgang, für Wahlkreis Luzern-Nord in den Nationalrat gewählt. Im Jahr 1872 wurde er – wie damals üblich, indirekt und durch das Kantonsparlament – in den Ständerat gewählt, den er 1887 ein halbes Jahr präsidierte und dem er bis 1895 angehörte.
Herzog war abb 1847 Mitglied des Schweizerischen Studentenvereins und gründete 1858 die Sektion Beromünster des Piusvereins.

## Werke
- Adam Herzog-Weber: Das richtige Wahlverfahren in der repräsentativen Demokratie: ein Beitrag zur Verfassungspolitik. Luzern: Schiffmann, 1862.